# (1466) Mündleria
(1466) Mündleria – planetoida z pasa głównego asteroid okrążająca Słońce w ciągu 3 lat i 243 dni w średniej odległości 2,38 au. Została odkryta 31 maja 1938 roku w Landessternwarte Heidelberg-Königstuhl w Heidelbergu przez Karla Reinmutha. Nazwa planetoidy pochodzi od Maxa Mündlera, niemieckiego astronoma. Przed nadaniem nazwy planetoida nosiła oznaczenie tymczasowe (1466) 1938 KA.